# 北原ひとみ
北原 ひとみ（きたはら -、1987年11月3日 - ）は、日本の女優。東京都出身。

## 出演作品

### テレビドラマ
- 茂七の事件簿 ふしぎ草紙 （2001年、NHK） - おはる 役
- ズッコケ三人組 （2001年、NHK） - 榎本由美子 役
- 純情きらり（2006年、NHK） - みさえ 役
- LIAR GAME （2007年、フジテレビ） - 中谷和子 役
- 相棒 Season 5 第16話「イエスタデイ」（2007年、テレビ朝日）
- 松本清張スペシャルドラマ・塗られた本（2007年、TBS）
- 天地人（2009年、NHK） - なつ 役